# Великий Липоглав
Великий Липоглав (словен. Veliki Lipoglav) — поселення в общині Любляна, Осреднєсловенський регіон, Словенія. Висота над рівнем моря: 532,2 м.